# Mark Gevorgyan
Mark Gevorgyan (armenio: Մարկ Գևորգյան; Rosenheim, Baviera, 20 de julio de 2003) es un futbolista germano-armenio que juega de lateral derecho en el Hannover 96 II de la 3. Bundesliga. Es internacional con la selección sub-17 de Alemania. 

## Trayectoria
Gevorgyan comenzó su carrera en el TSV 1860 Rosenheim. Para la temporada 2017/18 se trasladó a Austria para unirse al equipo juvenil del FC Red Bull Salzburg. En el Salzburgo también pasó por todas las categorías de la academia a partir de la temporada 2019/20. Para la temporada 2022/23 se incorporó al equipo agrícola en el FC Liefering de la Segunda División de Austria.
Debutó en la 2. Liga en septiembre de 2022, cuando fue titular contra el SV Horn en la séptima jornada de esa temporada. En total, disputó 35 partidos de segunda división con el Liefering en dos años. Dejó el Salzburgo tras la temporada 2023/24.
Después de siete años, regresó a Alemania para la temporada 2024/25 y fichó por el equipo reserva de 3. Liga del Hannover 96.

## Selección nacional

### Alemania
Gevorgyan debutó con la selección alemana sub-17 en noviembre de 2021 y jugó cinco partidos con ella hasta febrero de 2022.

## Clubes

### Profesional
| Club            | País     | Año       | PJ | Goles |
| --------------- | -------- | --------- | -- | ----- |
| F. C. Liefering | Austria  | 2023–2024 | 19 | 0     |
| Hannover 96 II  | Alemania | 2025–act. | 2  | 0     |